# Sedej
Sedej je priimek več znanih Slovencev:
- Albin Sedej (1908—1970), veterinar
- Aljaž Sedej (*1988), judoist
- Alojz Sedej (1892—1960), uradnik in politik, rdečearmejec
- Andrej Sedej (1954—2010), duhovnik, publicist
- Avgust Sedej (1899—1964), gledališki igralec
- Boris ("Pinko") Sedej, alpinist
- Ciril Sedej (1888—1968), rimskokatoliški duhovnik in narodni delavec
- Dušan Sedej (*1954), zdravnik in amaterski slikar
- Franc Nikolaj Sedej (1742—1800), zdravnik
- Frančišek Borgia Sedej (1854—1931), goriški nadškof, metropolit
- Gašper Sedej, električni kitarist
- Ivan Sedej (1934—1997), umetnostni zgodovinar in etnolog, likovni kritik, muzealec, publicist
- Janez Sedej (1866—1924), rimskokatoliški duhovnik, brat goriškega nadškofa
- Janez Sedej (1910—1985), čevljar, slikar samouk
- Janko Sedej (1883—1931), duhovnik, pisec o cerkveni glasbi
- Janko Sedej (1905—1976), duhovnik, prof.
- Josip Sedej (1899—1977), odvetnik in publicist
- Karol (Drago) Sedej (1899—1966?), rudarski strokovnjak, aktivist OF
- Kristjan Sedej, umetnostni zgodovinar
- Lovro Sedej (1895—1979), duhovnik lazarist (umrl v Skopju)
- Maksim Sedej (1909—1974), slikar, grafik, ilustrator, profesor ALU
- Maksim Sedej ml. (1935—2014), slikar, pesnik, esejist
- Marija Sedej (*1926), športna in družbena delavka
- Marjan Sedej, gospodarstvenik, ekonomist?, športni delavec
- Nataša Sedej (*1960), kiparka, keramičarka
- Nikolaj (Miklavž) Sedej (1880—1925), rimskokatoliški duhovnik, katehet
- Pavle Sedej (*1951), slikar
- Primož Sedej ("Logaški"), alpinist, inštruktor
- Rajko Sedej (1927—2019), zdravnik stomatolog, protetik
- Simon Sedej, biolog/biokemik?, izr. prof. Medicinske univerze v Gradcu
- Tomaž Franc Sedej (1752—?), zdravnik
- Viktor Sedej (1902—1963), jezuit, misijonar v Indiji
- Vladimir Sedej, vojak-teritorialec, osamosvojitelj
- Vladislav Sedej (1931—2017), arhitekt, urbanist